# Nekrolog März 2019
Nekrolog
◄◄
| ◄
| 2015
| 2016
| 2017
| 2018
| 2019 | 2020 | 2021 | 2022 | 2023 | ►
Januar |
Februar |
März |
April |
Mai |
Juni |
Juli |
August |
September |
Oktober |
November |
Dezember 2019
Weitere Ereignisse | Allgemeiner Nekrolog 2019
Die Beschreibung der verstorbenen Person sollte so kurz wie möglich gehalten sein und nur deren signifikante Tätigkeit(en) enthalten.
Neue Namen ggf. auch unter dem Geburts- und Sterbedatum, also etwa unter 1. Januar und im Geburts- und Sterbejahr (2024) eintragen (nur bei entsprechender großer Wichtigkeit). Für Beispiele siehe die schon vorhandenen Artikel.
Außerdem über die fünf zuletzt Verstorbenen, zu denen es einen ausreichend guten Artikel für eine Präsentation auf der Hauptseite gibt, nach der todesbedingten Überarbeitung der Artikel ggf. auch unter Wikipedia Diskussion:Hauptseite informieren und sie am besten auch in den anderen Wikipedia-Sprachversionen eintragen. Tipp: Regelmäßig bei news.google.de nach „ist tot“, „gestorben“ oder „verstorben“ suchen.
Wenn eine Person gestorben ist, gibt es viele Seiten zu dieser Person in der Wikipedia, die davon auch betroffen sind und entsprechend aktualisiert werden müssen. Beispiele: Namenübersichtsseite, Geburtsjahr, Geburtsort-Seiten und viele mehr.
Wie finde ich die betroffenen Seiten?
Im Suchfeld auf der linken Seite gibt man den Suchbegriff so ein: „Vorname Nachname“. Dann klickt man auf Volltext und alle Seiten mit entsprechendem Suchtext werden aufgerufen. Hier sieht man dann schnell, wo auch das Todesjahr Sinn macht oder sogar ein Teil des Artikels angepasst werden muss. Auch hilft das „Werkzeug“ auf der linken Seite sehr gut, um solche Seiten aufzufinden: „Links auf diese Seite“. Somit ist die Wikipedia wieder aktuell in allen Bereichen! Hinweis: bei Eintragung der Kategorie „Gestorben JAHR“ wird der Missbrauchsfilter 49 ausgelöst, was jedoch nicht schlimm ist. Siehe: Spezial:Missbrauchsfilter/49
Dies ist eine Liste von im März 2019 verstorbenen bekannten Persönlichkeiten. Die Einträge erfolgen innerhalb der einzelnen Daten alphabetisch sortiert. Tiere sind im Nekrolog für Tiere zu finden.

## März
Bearbeitungshinweis: Neue Todesfälle bitte nach Tagen geordnet eintragen. Die Todesfälle desselben Tages bitte in alphabetischer Reihenfolge absteigend einfügen.
| Tag      | Name                                     | Beruf, bekannt als                                                             | Alter | Beleg                         |
| -------- | ---------------------------------------- | ------------------------------------------------------------------------------ | ----- | ----------------------------- |
| 31. März | Peter Brenner                            | Schweizer Bauingenieur                                                         | 81    |                               |
| 31. März | Natalija Filjowa                         | russische Managerin                                                            | 55    |                               |
| 31. März | Charles Foster                           | US-amerikanischer Leichtathlet                                                 | 65    |                               |
| 31. März | Corrado Herin                            | italienischer Naturbahnrodler und Mountainbikerennfahrer                       | 52    |                               |
| 31. März | Liz Howe                                 | britische Ökologin und Herpetologin                                            | 59    |                               |
| 31. März | Nipsey Hussle                            | US-amerikanischer Rapper                                                       | 33    |                               |
| 31. März | Klaus-Dieter Jäger                       | deutscher Geologe und Prähistoriker                                            | 83    |                               |
| 31. März | Frank Jonik                              | kanadischer Snookerspieler                                                     | 61    |                               |
| 31. März | Siegfried Katterle                       | deutscher Wirtschaftswissenschaftler                                           | 85    |                               |
| 31. März | Jeronimas Kraujelis                      | litauischer Politiker                                                          | 81    |                               |
| 31. März | Nikolai Makarowez                        | sowjetischer bzw. russischer Raketenwaffenkonstrukteur                         | 80    |                               |
| 31. März | Eva Moser                                | österreichische Schachspielerin                                                | 36    |                               |
| 31. März | Annette Sabban                           | deutsche Sprach- und Übersetzungswissenschaftlerin                             | 66    |                               |
| 31. März | Josef Sattmann                           | deutscher Fußballspieler                                                       | 71    |                               |
| 31. März | Hans-Jürgen Thiers                       | deutscher Komponist, Dirigent, Musikkritiker und Hochschullehrer               | 89    |                               |
| 30. März | Billy Adams                              | US-amerikanischer Rockabilly-Musiker                                           | 79    |                               |
| 30. März | Raimund Bollenberger                     | österreichischer Jurist und Universitätsprofessor                              | 53    |                               |
| 30. März | Paloma Cela                              | spanische Schauspielerin und Model                                             | 76    |                               |
| 30. März | Jay Chevalier                            | US-amerikanischer Rockabilly- und Country-Musiker                              | 83    |                               |
| 30. März | Ron Elvidge                              | neuseeländischer Rugbyspieler                                                  | 96    |                               |
| 30. März | Arnold Feil                              | deutscher Musikwissenschaftler                                                 | 93    |                               |
| 30. März | Patrick X. Gallagher                     | US-amerikanischer Mathematiker                                                 | 84    |                               |
| 30. März | Alex Jones                               | britischer Rennfahrer                                                          | 30    |                               |
| 30. März | Albrecht Keßler                          | deutscher Meteorologe und Klimatologe                                          | 88    |                               |
| 30. März | Tania Mallet                             | britisches Model und Schauspielerin                                            | 77    |                               |
| 30. März | Otto-Albrecht Neumüller                  | deutscher Chemiker                                                             | 89    |                               |
| 30. März | Lasse Petterson                          | schwedischer Schauspieler                                                      | 83    |                               |
| 30. März | Peter Przybylski                         | deutscher Jurist                                                               | 83    |                               |
| 30. März | Michele Russo                            | italienischer Bischof                                                          | 74    |                               |
| 29. März | Günter Adam                              | deutscher Chemiker                                                             | 86    |                               |
| 29. März | Allan Cole                               | US-amerikanischer Schriftsteller                                               | 75    |                               |
| 29. März | Anders Ehnmark                           | schwedischer Schriftsteller und Journalist                                     | 87    |                               |
| 29. März | Pieter Engels                            | niederländischer Objekt- und Konzeptkünstler                                   | 80    |                               |
| 29. März | Dobrica Erić                             | jugoslawischer bzw. serbischer Schriftsteller                                  | 82    |                               |
| 29. März | Kenneth A. Gibson                        | US-amerikanischer Politiker                                                    | 86    |                               |
| 29. März | Dieter Glandt                            | deutscher Biologe und Herpetologe                                              | 69    |                               |
| 29. März | Tao Ho                                   | chinesischer Architekt und Designer                                            | 82    |                               |
| 29. März | Harry Kesten                             | US-amerikanischer Mathematiker                                                 | 87    |                               |
| 29. März | Albert Lampert                           | Schweizer Architekt                                                            | 88    |                               |
| 29. März | Robert Mark                              | US-amerikanischer Bauingenieur und -forscher                                   | 88    |                               |
| 29. März | Shane Rimmer                             | kanadischer Schauspieler                                                       | 89    |                               |
| 29. März | Dieter Schlesak                          | deutscher Schriftsteller                                                       | 84    |                               |
| 29. März | Johan Ludvig Sollid                      | norwegischer Geograph                                                          | 86    |                               |
| 29. März | Agnès Varda                              | französische Regisseurin und Fotografin                                        | 90    |                               |
| 28. März | Claus-Peter Czerny                       | deutscher Veterinärmediziner                                                   | 59    |                               |
| 28. März | Edeltraud Forster                        | deutsche Äbtissin                                                              | 96    |                               |
| 28. März | Christoph Haberland                      | deutscher Luftfahrtingenieur                                                   | 87    |                               |
| 28. März | Manfred Heine                            | deutscher Schauspieler                                                         | 86    |                               |
| 28. März | Klaus Koch                               | deutscher Theologe                                                             | 92    |                               |
| 28. März | Ekkehard Krätzel                         | deutscher Mathematiker                                                         | 83    |                               |
| 28. März | Kōji Nakanishi                           | japanischer Chemiker                                                           | 93    |                               |
| 28. März | Edhilt Rochell                           | deutsche Schauspielerin bei Bühne und Film                                     | 93    |                               |
| 28. März | Teodor Romanić                           | jugoslawischer bzw. bosnischer Dirigent und Komponist                          | 93    |                               |
| 28. März | Jon Skolmen                              | norwegischer Schauspieler                                                      | 78    |                               |
| 28. März | Heinz-Gerd Smolka                        | deutscher Chemiker                                                             | 78    |                               |
| 28. März | Robert Tobler                            | Schweizer Schriftsteller                                                       | 81    |                               |
| 28. März | Gerard R. Wyatt                          | US-amerikanisch-kanadischer Biochemiker und Entomologe                         | 93    |                               |
| 27. März | Friedrich Achleitner                     | österreichischer Schriftsteller und Architekturkritiker                        | 88    |                               |
| 27. März | Siegbert Amler                           | deutscher Bildhauer                                                            | 89    |                               |
| 27. März | Götz Argus                               | deutscher Schauspieler                                                         | 57    |                               |
| 27. März | Joe Bellino                              | US-amerikanischer American-Football-Spieler                                    | 81    |                               |
| 27. März | John Browne                              | irischer Politiker                                                             | 82    |                               |
| 27. März | Waleri Bykowski                          | sowjetischer Kosmonaut                                                         | 84    |                               |
| 27. März | Abd al-Latif Dayfallah                   | jemenitischer Politiker und Militär                                            | 89    |                               |
| 27. März | Jan Dydak                                | polnischer Boxer                                                               | 50    |                               |
| 27. März | Stephen Fitzpatrick                      | britischer Musiker                                                             | 24    |                               |
| 27. März | Ralf Fröhling                            | deutscher Sportfunktionär                                                      | 75    |                               |
| 27. März | Brigitte Haar                            | deutsche Rechtswissenschaftlerin                                               | 54    |                               |
| 27. März | Audun Laading                            | norwegischer Musiker                                                           | 25    |                               |
| 27. März | Johannes Gottfried Mayer                 | deutscher Medizinhistoriker                                                    | 65    |                               |
| 27. März | Milton T. Phibbs                         | US-amerikanischer Musiker                                                      | 69    |                               |
| 27. März | Horst Schüler                            | deutscher Journalist                                                           | 94    |                               |
| 27. März | Charly Steinberger                       | österreichischer Kameramann                                                    | 81    |                               |
| 27. März | Peter Wunderli                           | Schweizer Romanist                                                             | 80    |                               |
| 27. März | Shizuko Yoshikawa                        | Schweizer Künstlerin und Grafikdesignerin                                      | 85    |                               |
| 26. März | Michel Bacos                             | französischer Pilot                                                            | 95    |                               |
| 26. März | Ted Burgin                               | englischer Fußballspieler                                                      | 91    |                               |
| 26. März | Immanuel Kauluma Elifas                  | namibischer Monarch                                                            | 85    |                               |
| 26. März | Bernard Halford                          | britischer Fußballfunktionär                                                   | 77    |                               |
| 26. März | Yoji Harada                              | japanischer Tattoo-Künstler                                                    | 46    |                               |
| 26. März | Rafael Henzel                            | brasilianischer Journalist                                                     | 45    |                               |
| 26. März | Heinz Dieter Köhler                      | deutscher Theater- und Hörspielregisseur                                       | 93    |                               |
| 26. März | Marta Lambertini                         | argentinische Komponistin                                                      | 81    |                               |
| 26. März | Ranking Roger                            | britischer Musiker                                                             | 56    |                               |
| 26. März | Isidro Sala Ribera                       | spanischer Bischof                                                             | 86    |                               |
| 26. März | François Tousignant                      | kanadischer Komponist und Musikkritiker                                        | 63    |                               |
| 26. März | Lyle Tuttle                              | US-amerikanischer Tätowierer                                                   | 87    |                               |
| 26. März | Heinz Winbeck                            | deutscher Komponist                                                            | 73    |                               |
| 26. März | Ralph S. Wolfe                           | US-amerikanischer Mikrobiologe                                                 | 97    |                               |
| 25. März | Lisle Atkinson                           | US-amerikanischer Jazz-Bassist                                                 | 78    |                               |
| 25. März | Michael Brennicke                        | deutscher Schauspieler und Synchronsprecher                                    | 69    |                               |
| 25. März | Andrea Emiliani                          | italienischer Kunsthistoriker                                                  | 88    |                               |
| 25. März | Stylianos Harkianakis                    | griechischer Erzbischof                                                        | 83    |                               |
| 25. März | Jürgen Kannacher                         | deutscher Unternehmer und Automobilrennfahrer                                  | 73    | [ 1 ]                         |
| 25. März | Alfred Klose                             | deutscher Gewerkschaftsfunktionär                                              | 85    |                               |
| 25. März | Andreas Köss                             | deutscher Schauspieler                                                         | 57    |                               |
| 25. März | Miklós Martin                            | ungarischer Wasserballspieler                                                  | 87    |                               |
| 25. März | Antonio Napoletano                       | italienischer Bischof                                                          | 81    |                               |
| 25. März | Gabriel Okara                            | nigerianischer Schriftsteller                                                  | 97    |                               |
| 25. März | Cal Ramsey                               | US-amerikanischer Basketballspieler                                            | 81    |                               |
| 25. März | Peter Robinson                           | US-amerikanischer Geologe                                                      | 86    |                               |
| 25. März | Jerry Schypinski                         | US-amerikanischer Baseballspieler                                              | 87    |                               |
| 25. März | Anatolijus Šenderovas                    | litauischer Komponist                                                          | 73    |                               |
| 25. März | David Sinclair                           | britischer Fotograf                                                            | 84    |                               |
| 25. März | Ludwig Sprenger                          | italienischer Skirennfahrer                                                    | 47    |                               |
| 25. März | Shmuel Winograd                          | israelisch-US-amerikanischer Informatiker                                      | 83    |                               |
| 25. März | Peter Wühn                               | deutscher Fußballspieler                                                       | 81    |                               |
| 24. März | Issa Cissokho                            | senegalesischer Saxofonist                                                     | 73    |                               |
| 24. März | Heinz Gärtner                            | österreichischer Politiker                                                     | 97    |                               |
| 24. März | Nancy Gates                              | US-amerikanische Schauspielerin                                                | 93    |                               |
| 24. März | Ensio Hyytiä                             | finnischer Skispringer und Nordischer Kombinierer                              | 81    |                               |
| 24. März | Christine Jakob                          | deutsche Ingenieurwissenschaftlerin                                            | 71    |                               |
| 24. März | Jürgen Krätzer                           | deutscher Literaturwissenschaftler                                             | 60    |                               |
| 24. März | Julia Lockwood                           | britische Schauspielerin                                                       | 77    |                               |
| 24. März | Michael Lynne                            | US-amerikanischer Manager und Filmproduzent                                    | 77    |                               |
| 24. März | Joseph Pilato                            | US-amerikanischer Schauspieler und Synchronsprecher                            | 70    |                               |
| 24. März | Rudolf Strauch                           | deutscher Journalist                                                           | 89    |                               |
| 24. März | Cornelia Tăutu                           | rumänische Komponistin                                                         | 81    |                               |
| 24. März | Jan Willem                               | deutscher Entertainer und Sänger                                               | 84    |                               |
| 23. März | Hermann Angstenberger                    | deutscher Kirchenmusiker und Komponist                                         | 89    |                               |
| 23. März | Lina Cheryazova                          | usbekische Freestyle-Skierin                                                   | 50    |                               |
| 23. März | Larry Cohen                              | US-amerikanischer Regisseur und Drehbuchautor                                  | 82    |                               |
| 23. März | Jacques Dessemme                         | französischer Basketballspieler                                                | 93    |                               |
| 23. März | Denise DuBarry                           | US-amerikanische Schauspielerin                                                | 63    |                               |
| 23. März | Rafi Eitan                               | israelischer Politiker und Geheimdienstler                                     | 92    |                               |
| 23. März | Kurt Gauly                               | deutscher Kommunalpolitiker (CDU)                                              | 93    |                               |
| 23. März | Robert Janssen                           | niederländischer klinischer Psychologe und Indologe                            | 89    |                               |
| 23. März | Konrad Lammers                           | deutscher Wirtschaftswissenschaftler                                           | 71    |                               |
| 23. März | Hagen Neidhardt                          | deutscher Mathematiker                                                         | 68    |                               |
| 23. März | Bob Slade                                | US-amerikanischer Radiomoderator                                               | 70    |                               |
| 23. März | Carlos „Caio“ Vila                       | uruguayisch-venezolanischer Schlagzeuger                                       | 75    |                               |
| 22. März | Frans Andriessen                         | niederländischer Politiker                                                     | 89    |                               |
| 22. März | Dino De Antoni                           | italienischer Erzbischof                                                       | 82    |                               |
| 22. März | Hans-Peter Arens                         | deutscher Schausteller                                                         | 74    |                               |
| 22. März | Gerd Brudermüller                        | deutscher Jurist                                                               | 70    |                               |
| 22. März | Jean Dercourt                            | französischer Geologe                                                          | 84    |                               |
| 22. März | Bayram Göçmen                            | türkisch-zyprischer Parasitologe, Herpetologe, Taxonom und Naturfotograf       | 53    | doi:10.31594/commagene.584474 |
| 22. März | Günther Gumpert                          | deutsch-amerikanischer Maler                                                   | 99    |                               |
| 22. März | Günter Hentschke                         | deutscher Fußballtrainer                                                       | 97    |                               |
| 22. März | Arturo Sudbrack Jamardo                  | brasilianischer Pianist                                                        | 75    |                               |
| 22. März | Jim Moody                                | US-amerikanischer Politiker                                                    | 83    |                               |
| 22. März | Behrouz Rahbar                           | iranischer Radrennfahrer                                                       | 74    |                               |
| 22. März | Erich Riedler                            | deutscher Diplomat                                                             | 75    |                               |
| 22. März | Albert Rinn                              | deutscher Radsportler und Radsporttrainer                                      | 84    |                               |
| 22. März | Rolf Rohmer                              | deutscher Theaterwissenschaftler und -intendant                                | 89    |                               |
| 22. März | Walter Schulz                            | deutscher Theologe und Bibliotheksdirektor                                     | 63    |                               |
| 22. März | Scott Walker                             | US-amerikanischer Pop- und Chansonsänger                                       | 76    |                               |
| 22. März | Günter Westphal                          | deutscher Chemiker                                                             | 81    |                               |
| 22. März | Roland Wittmann                          | deutscher Jurist                                                               | 76    |                               |
| 21. März | Hermann von Berg                         | deutscher Geheimdienstler und Geheimdiplomat                                   | 85    |                               |
| 21. März | Marcel Detienne                          | belgischer Altphilologe                                                        | 83    |                               |
| 21. März | Esther Fischer-Homberger                 | Schweizer Medizinhistorikerin                                                  | 78    |                               |
| 21. März | Stefan Frechen                           | deutscher Politiker                                                            | 83    |                               |
| 21. März | Gerhard Hollmann                         | deutscher Kinderchirurg                                                        | 85    |                               |
| 21. März | R. Kanagaraj                             | indischer Politiker                                                            | 67    |                               |
| 21. März | Francis Anthony Quinn                    | US-amerikanischer Bischof                                                      | 97    |                               |
| 21. März | Pjotr Saitschenko                        | sowjetischer bzw. russischer Film- und Theaterschauspieler                     | 75    |                               |
| 21. März | Margarita Scharowa                       | sowjetische Schauspielerin                                                     | 93    |                               |
| 21. März | Dieter Schulz                            | deutscher Fußballspieler und -trainer                                          | 77    |                               |
| 21. März | Elisabeth Schwarze-Neuß                  | deutsche Archivarin und Historikerin                                           | 88    |                               |
| 21. März | Haku Shah                                | indischer Künstler                                                             | 85    |                               |
| 21. März | Pieter Spierenburg                       | niederländischer Historiker                                                    | 70    |                               |
| 21. März | Kenneth G. Standing                      | kanadischer Physiker                                                           | 93    |                               |
| 21. März | Paul Kouassivi Vieira                    | beninischer Bischof                                                            | 69    |                               |
| 20. März | Joseph Victor Adamec                     | US-amerikanischer Bischof                                                      | 83    |                               |
| 20. März | Wolfram Adolph                           | deutscher Publizist und Journalist                                             | 55    |                               |
| 20. März | Anatoli Adoskin                          | sowjetischer bzw. russischer Schauspieler                                      | 91    |                               |
| 20. März | Linda Gregg                              | US-amerikanische Dichterin                                                     | 76    |                               |
| 20. März | Nobuhiko Higashikuni                     | japanischer Prinz                                                              | 74    |                               |
| 20. März | Rose Hilton                              | britische Malerin                                                              | 87    |                               |
| 20. März | Noel S. Hush                             | australischer Chemiker                                                         | 94    |                               |
| 20. März | Randy Jackson                            | US-amerikanischer Baseballspieler                                              | 93    |                               |
| 20. März | Donald Kalpokas                          | vanuatuischer Politiker                                                        | 75    |                               |
| 20. März | Georg Wilhelm Kreutzberg                 | deutscher Neurophysiologe                                                      | 86    |                               |
| 20. März | Antonio Menegazzo                        | italienischer Bischof                                                          | 87    |                               |
| 20. März | József Mezei                             | ungarischer Radrennfahrer                                                      | 80    |                               |
| 20. März | Terje Nilsen                             | norwegischer Sänger und Songschreiber                                          | 67    |                               |
| 20. März | Hans Günter Nöcker                       | deutscher Opernsänger                                                          | 92    |                               |
| 20. März | Milan Píka                               | tschechoslowakischer Widerstandskämpfer und Militär                            | 96    |                               |
| 20. März | Jaime Rios                               | panamaischer Boxer                                                             | 65    |                               |
| 20. März | Fraser Robertson                         | britischer Sportjournalist                                                     | 47    |                               |
| 20. März | Karl-Heinz Ronecker                      | deutscher Pfarrer                                                              | 82    |                               |
| 20. März | John Steeples                            | englischer Fußballspieler                                                      | 59    |                               |
| 20. März | Keyvan Vahdani                           | iranischer Fußballspieler                                                      | 27    |                               |
| 20. März | Mary Warnock, Baroness Warnock           | britische Philosophin                                                          | 94    |                               |
| 20. März | Ken Wiesner                              | US-amerikanischer Leichtathlet                                                 | 94    |                               |
| 20. März | Anna Wohlin                              | schwedische Tänzerin                                                           | 72    |                               |
| 20. März | Hans Wüthrich                            | Schweizer Komponist und Sprachwissenschaftler                                  | 81    |                               |
| 19. März | Elemér Bán                               | ungarischer Opernsänger und Schauspieler                                       | 101   |                               |
| 19. März | Manfred Bergmeister                      | deutscher Kunstschmied                                                         | 91    |                               |
| 19. März | Ronald J. Burke                          | kanadischer Organisationspsychologe                                            | 81    |                               |
| 19. März | Marlen Chuzijew                          | sowjetischer bzw. russischer Filmregisseur, Drehbuchautor und Schauspieler     | 93    |                               |
| 19. März | Boris Dubrowin                           | russisch-italienischer Mathematiker                                            | 68    |                               |
| 19. März | Hans-Ulrich Ernst                        | Schweizer Jurist und Militär                                                   | 86    |                               |
| 19. März | Athanasios Giannakopoulos                | griechischer Unternehmer und Sportfunktionär                                   | 88    |                               |
| 19. März | Peter B. Kaplan                          | US-amerikanischer Fotograf                                                     | 79    |                               |
| 19. März | Olaf Ohlsen                              | deutscher Politiker                                                            | 77    |                               |
| 19. März | Bill Phelps                              | US-amerikanischer Politiker                                                    | 84    |                               |
| 19. März | Maurílio Jorge Quintal de Gouveia        | portugiesischer Erzbischof                                                     | 86    |                               |
| 19. März | Hans-Jürgen Warnecke                     | deutscher Ingenieurwissenschaftler                                             | 84    |                               |
| 18. März | Egon Balas                               | rumänischer Mathematiker                                                       | 96    |                               |
| 18. März | Olaf Böhme                               | deutscher Kabarettist                                                          | 66    |                               |
| 18. März | Raffaele Canger                          | italienischer Neurologe und Psychiater                                         | 80    |                               |
| 18. März | Jerrie Cobb                              | US-amerikanische Pilotin                                                       | 88    |                               |
| 18. März | Rolf Deißler                             | deutscher Fußballspieler                                                       | 83    |                               |
| 18. März | Jackie Fahey                             | irischer Politiker                                                             | 91    |                               |
| 18. März | Hans Frank                               | deutscher Marineoffizier                                                       | 79    |                               |
| 18. März | Norman Hollyn                            | US-amerikanischer Filmeditor                                                   | 66    |                               |
| 18. März | Andreas Kraft                            | deutscher Musher                                                               | 42    |                               |
| 18. März | Marcel Meili                             | Schweizer Architekt                                                            | 65    |                               |
| 18. März | Karl-Heinz Mrosko                        | deutscher Fußballspieler                                                       | 72    |                               |
| 18. März | Mathilde Reich                           | deutsche Künstlerin und Autorin                                                | 96    |                               |
| 18. März | Kenneth To                               | australisch-chinesischer Schwimmer                                             | 26    |                               |
| 17. März | Ken Bald                                 | US-amerikanischer Comiczeichner                                                | 98    |                               |
| 17. März | M. M. Binder-Scholten                    | deutscher Lyriker und Romanautor                                               | 85    |                               |
| 17. März | Dan Blankenship                          | kanadischer Schatzsucher                                                       | 95    |                               |
| 17. März | Cristina Cervià                          | spanische Schauspielerin und Theaterdirektorin                                 | 53    |                               |
| 17. März | Gil da Costa Alves                       | osttimoresischer Politiker und Unternehmer                                     | 60    |                               |
| 17. März | Ulf Bengtsson                            | schwedischer Tischtennisspieler                                                | 59    |                               |
| 17. März | John Carl Buechler                       | US-amerikanischer Filmregisseur, Drehbuchautor, Filmproduzent und Schauspieler | 66    |                               |
| 17. März | Bill D. Burlison                         | US-amerikanischer Politiker                                                    | 88    |                               |
| 17. März | Rudolf Christiansen                      | deutscher Fußballspieler und -trainer                                          | 82    |                               |
| 17. März | James B. Goetz                           | US-amerikanischer Politiker                                                    | 82    |                               |
| 17. März | Helena Khan                              | bangladeschisch-US-amerikanische Autorin                                       | 95    |                               |
| 17. März | Olavi Mannonen                           | finnischer Moderner Fünfkämpfer                                                | 89    |                               |
| 17. März | Artur May                                | deutscher Jurist                                                               | 96    |                               |
| 17. März | Matthias Messner                         | österreichischer Film- und Theaterschauspieler                                 | 42    |                               |
| 17. März | Wolfgang Meyer                           | deutscher Klarinettist                                                         | 64    |                               |
| 17. März | Manohar Parrikar                         | indischer Politiker                                                            | 63    |                               |
| 17. März | Brigitte Pfaffenberger                   | deutsche Künstlerin                                                            | 81    |                               |
| 17. März | Basil A. Pruitt                          | US-amerikanischer Chirurg                                                      | 88    |                               |
| 17. März | Richie Ryan                              | irischer Politiker                                                             | 90    |                               |
| 17. März | Heidi Schelbert-Syfrig                   | Schweizer Wirtschaftswissenschaftlerin                                         | 85    |                               |
| 17. März | Elisabeth Schmitt-Walter                 | deutsche Theaterschauspielerin, Autorin und Hochschullehrerin                  | 91    |                               |
| 17. März | Donatas Švitra                           | litauischer Mathematiker                                                       | 72    |                               |
| 17. März | Bernie Tormé                             | britischer Musiker                                                             | 66    |                               |
| 17. März | Eckhard Westermeier                      | deutscher Designer                                                             | 66    |                               |
| 17. März | Andre Williams                           | US-amerikanischer R&B-Sänger                                                   | 82    |                               |
| 17. März | Conny J. Winter                          | deutscher Fotograf                                                             | 77    |                               |
| 16. März | Michael Axworthy                         | britischer Wissenschaftler und Schriftsteller                                  | 56    |                               |
| 16. März | Lou Barranti                             | US-amerikanischer Paukist                                                      | 71    |                               |
| 16. März | Walter Benigni                           | österreichischer Fotokünstler                                                  | 85    |                               |
| 16. März | Axel Bertram                             | deutscher Gebrauchsgrafiker                                                    | 82    |                               |
| 16. März | Justin Carter                            | US-amerikanischer Countrysänger                                                | 35    |                               |
| 16. März | Dick Dale                                | US-amerikanischer Gitarrist                                                    | 81    |                               |
| 16. März | Richard Erdman                           | US-amerikanischer Schauspieler und Regisseur                                   | 93    |                               |
| 16. März | Gunther Galinsky                         | deutscher Bergingenieur und Fotograf                                           | 80    |                               |
| 16. März | Barbara Hammer                           | US-amerikanische Filmemacherin, Performance- und Installationskünstlerin       | 79    |                               |
| 16. März | Frank Holms                              | deutsch-amerikanischer Bühnen-, Film- und Fernsehschauspieler                  | 90    |                               |
| 16. März | Vera Jürs                                | deutsche Politikerin                                                           | 74    |                               |
| 16. März | Yann-Fañch Kemener                       | französischer Sänger und Ethnologe                                             | 61    |                               |
| 16. März | Amos Kloner                              | israelischer Klassischer und Biblischer Archäologe                             | 79    | [ 2 ]                         |
| 16. März | Hermann Kühn                             | deutscher Restaurator                                                          | 86    |                               |
| 16. März | Alan B. Krueger                          | US-amerikanischer Wirtschaftswissenschaftler                                   | 58    |                               |
| 16. März | Mohamed Mahmoud Ould Ahmed Louly         | mauretanischer Politiker                                                       | 76    |                               |
| 16. März | Johann Maier                             | österreichischer Judaist                                                       | 85    |                               |
| 16. März | Margaret Morel                           | seychellische Mittelstreckenläuferin                                           | 61    |                               |
| 16. März | Julija Natschalowa                       | russische Sängerin                                                             | 38    |                               |
| 16. März | Hedwig Westphal                          | deutsche Politikerin                                                           | 87    |                               |
| 15. März | Atta Elayyan                             | kuwaitisch-neuseeländischer Futsalspieler, -trainer und Unternehmer            | 33    |                               |
| 15. März | Okwui Enwezor                            | nigerianischer Kurator und Autor                                               | 55    |                               |
| 15. März | Heinz Harbauer                           | deutscher Gewerkschafter und Politiker                                         | 75    |                               |
| 15. März | Johnny Jones                             | US-amerikanischer Leichtathlet und American-Football-Spieler                   | 60    |                               |
| 15. März | Rudi Krausmann                           | australischer Dramatiker und Dichter                                           | 85    |                               |
| 15. März | Günther Lohre                            | deutscher Leichtathlet                                                         | 65    |                               |
| 15. März | W. S. Merwin                             | US-amerikanischer Schriftsteller und Übersetzer                                | 91    |                               |
| 15. März | Dominique Noguez                         | französischer Schriftsteller und Filmkritiker                                  | 76    |                               |
| 15. März | Ron Peplow                               | englischer Fußballspieler                                                      | 83    |                               |
| 15. März | Norman A. Phillips                       | US-amerikanischer Meteorologe                                                  | 95    |                               |
| 15. März | Jean-Pierre Richard                      | französischer Literaturwissenschaftler und Schriftsteller                      | 96    |                               |
| 15. März | Renate Schmitzer                         | deutsche Kostümbildnerin                                                       | 78    |                               |
| 15. März | Lothar Schneider                         | deutscher Ringer                                                               | 79    |                               |
| 15. März | Gerhard Skiba                            | österreichischer Politiker                                                     | 71    |                               |
| 15. März | Irmgard Vogelsang                        | deutsche Politikerin                                                           | 72    |                               |
| 15. März | Klaus Wolf                               | deutscher Diplomat                                                             | 84    |                               |
| 14. März | Birch Bayh                               | US-amerikanischer Politiker                                                    | 91    |                               |
| 14. März | Bernt Bühnemann                          | deutscher Rechtswissenschaftler                                                | 85    |                               |
| 14. März | Godfried Danneels                        | belgischer Kardinal                                                            | 85    |                               |
| 14. März | Hans Grötzer                             | österreichischer Violinist                                                     | 90    |                               |
| 14. März | Armin Härtel                             | deutscher Bischof                                                              | 90    |                               |
| 14. März | Harry Helenius                           | finnischer Diplomat                                                            | 72    |                               |
| 14. März | Steve Hooks                              | US-amerikanischer Jazzmusiker                                                  | 72    |                               |
| 14. März | Henry S. Horn                            | US-amerikanischer Ökologe                                                      | 77    |                               |
| 14. März | Herbert Kofler                           | österreichischer Wirtschaftswissenschaftler                                    | 69    |                               |
| 14. März | Ralph Metzner                            | US-amerikanischer Psychologe                                                   | 82    |                               |
| 14. März | Ilona Novák                              | ungarische Schwimmerin                                                         | 93    |                               |
| 14. März | Jake Phelps                              | US-amerikanischer Skateboarder und Magazinherausgeber                          | 56    |                               |
| 14. März | Anita Silvers                            | US-amerikanische Philosophin und Ethikerin                                     | 78    |                               |
| 14. März | Shlomo Simonsohn                         | israelischer Historiker                                                        | 95    |                               |
| 14. März | Hartwig Unterberger                      | österreichischer Maler und Bildhauer                                           | 84    |                               |
| 14. März | Raimund Wäschle                          | deutscher Maler und Grafiker                                                   | 62    |                               |
| 14. März | Charlie Whiting                          | britischer Motorsportfunktionär                                                | 66    |                               |
| 14. März | Rolf Woyke                               | deutscher Pfarrer                                                              | 82    |                               |
| 13. März | Gardner Dean Blodgett                    | US-amerikanischer Kartograf und Geologe                                        | 93    |                               |
| 13. März | Keith Butler                             | britischer Radrennfahrer                                                       | 80    |                               |
| 13. März | Frank Cali                               | US-amerikanischer Mafioso                                                      | 53    |                               |
| 13. März | Beril Dedeoğlu                           | türkische Politikerin                                                          | 57    |                               |
| 13. März | Hans-Joachim Geffert                     | deutscher Heimatforscher                                                       | 84    |                               |
| 13. März | Zagorka Golubović                        | jugoslawische bzw. serbische Soziologin und Anthropologin                      | 89    |                               |
| 13. März | Justin Haynes                            | kanadischer Jazzgitarrist                                                      | 46    |                               |
| 13. März | Harry Hughes                             | US-amerikanischer Politiker                                                    | 92    |                               |
| 13. März | J. H. Kwabena Nketia                     | ghanaischer Musikforscher                                                      | 97    |                               |
| 13. März | Gerhard Nordström                        | schwedischer Maler und Grafiker                                                | 93    |                               |
| 13. März | Hans-Jürgen Sievers                      | deutscher Pfarrer und Autor                                                    | 75    |                               |
| 13. März | Manfred Teschner                         | deutscher Soziologe                                                            | 90    |                               |
| 13. März | Helga Weippert                           | deutsche Alttestamentlerin                                                     | 75    |                               |
| 12. März | Friedrich Beißer                         | deutscher Theologe                                                             | 85    |                               |
| 12. März | Věra Bílá                                | tschechische Sängerin                                                          | 64    |                               |
| 12. März | Johannes Dreßler                         | deutscher Pietist                                                              | 94    |                               |
| 12. März | Günter Dreyer                            | deutscher Ägyptologe                                                           | 75    |                               |
| 12. März | Helmut Elfring                           | deutscher Politiker                                                            | 86    |                               |
| 12. März | Kurt Gdanietz                            | deutscher Chirurg                                                              | 91    |                               |
| 12. März | Hetum Gruber                             | deutscher Konzeptkünstler                                                      | 81/82 |                               |
| 12. März | Heinz Janssen                            | deutscher Politiker                                                            | 86    |                               |
| 12. März | Vasilije Jordan                          | jugoslawischer bzw. kroatischer Maler                                          | 85    |                               |
| 12. März | Leopold Kozłowski-Kleinman               | polnischer Komponist, Pianist und Dirigent                                     | 100   |                               |
| 12. März | Joachim Mbadu Kikhela Kupika             | kongolesischer Bischof                                                         | 87    |                               |
| 12. März | Shelly Liebowitz                         | US-amerikanischer Musikproduzent und Manager                                   | 73    |                               |
| 12. März | Joseph C. Miller                         | US-amerikanischer Historiker                                                   | 79    |                               |
| 12. März | Gabriela Moser                           | österreichische Politikerin                                                    | 64    |                               |
| 12. März | Reinhard Möstl                           | deutscher Verleger                                                             | 75    |                               |
| 12. März | Hermann Mucke                            | österreichischer Astronom                                                      | 84    |                               |
| 12. März | Hans Pflüger                             | deutscher Filmproduzent                                                        | 84    | [ 3 ]                         |
| 12. März | Hans Pieper                              | deutscher Kaufmann und Vizepräsident der IHK Saarbrücken                       | 89    |                               |
| 12. März | John Richardson                          | britischer Kunsthistoriker                                                     | 95    |                               |
| 12. März | Oskar Roth                               | deutscher Basketballspieler und -trainer und Handballspieler und -trainer      | 86    |                               |
| 12. März | Marjorie Weinman Sharmat                 | US-amerikanische Kinderbuchautorin                                             | 90    |                               |
| 12. März | Herwig Strobl                            | österreichischer Musiker und Autor                                             | 78    |                               |
| 12. März | Richard Wisser                           | deutscher Philosoph                                                            | 92    |                               |
| 11. März | Horst Benedens                           | deutscher Boxer                                                                | 76    |                               |
| 11. März | Hal Blaine                               | US-amerikanischer Schlagzeuger                                                 | 90    |                               |
| 11. März | Martín Chirino                           | spanischer Bildhauer                                                           | 94    |                               |
| 11. März | Coutinho                                 | brasilianischer Fußballspieler                                                 | 75    |                               |
| 11. März | Hermann Girstmair                        | österreichischer Politiker                                                     | 89    |                               |
| 11. März | Josef Theodor Groiss                     | deutscher Geologe und Paläontologe                                             | 85    |                               |
| 11. März | Andrea Pollack                           | deutsche Schwimmerin                                                           | 57    |                               |
| 11. März | Paul-Josef Raue                          | deutscher Journalist und Sachbuchautor                                         | 68    |                               |
| 11. März | Joe Rosenblatt                           | kanadischer Dichter und Schriftsteller                                         | 85    |                               |
| 11. März | Ursula Rößler-Köhler                     | deutsche Ägyptologin                                                           | 72    |                               |
| 11. März | Werner Schrödl                           | österreichischer Künstler                                                      | 47    |                               |
| 11. März | Speros Vryonis                           | US-amerikanischer Historiker                                                   | 90    |                               |
| 11. März | Ehrhard Warneke                          | deutscher Operndirektor                                                        | 85    |                               |
| 10. März | Pius Adesanmi                            | nigerianisch-kanadischer Autor und Literaturwissenschaftler                    | 47    |                               |
| 10. März | Roger Dajoz                              | französischer Biologe, Ökologe und Entomologe                                  | 89    |                               |
| 10. März | Josef Feistmantl                         | österreichischer Rennrodler                                                    | 80    |                               |
| 10. März | Franz Josef Hehl                         | deutscher Psychologe                                                           | 78    |                               |
| 10. März | Glato Kodjo                              | togolesischer Biotechnologe und Pflanzenphysiologe                             | ?     |                               |
| 10. März | İrsen Küçük                              | türkisch-zypriotischer Politiker                                               | 79    |                               |
| 10. März | Ortwin Löwa                              | deutscher Journalist                                                           | 77    |                               |
| 10. März | Gordon McIntosh                          | australischer Politiker                                                        | 93    |                               |
| 10. März | Dieter Oelschlägel                       | deutscher Sozialarbeitswissenschaftler                                         | 80    |                               |
| 10. März | Kurt Onderscheka                         | österreichischer Veterinärmediziner                                            | 92    |                               |
| 10. März | Abdishakur Shahad                        | somalischer Diplomat                                                           | ?     |                               |
| 10. März | Paul Talalay                             | US-amerikanischer Pharmakologe                                                 | 95    |                               |
| 10. März | Sebastiano Tusa                          | italienischer Archäologe und Politiker                                         | 66    |                               |
| 10. März | René Arnold Valero                       | US-amerikanischer Bischof                                                      | 88    |                               |
| 10. März | Andrzej Wirth                            | deutsch-polnischer Theaterwissenschaftler                                      | 91    |                               |
| 10. März | Martin Stuart Wolfe                      | britischer Phytopathologe                                                      | 81    |                               |
| 9. März  | Werner Affeldt                           | deutscher Historiker                                                           | 90    |                               |
| 9. März  | Jed Allan                                | US-amerikanischer Schauspieler                                                 | 84    |                               |
| 9. März  | George Benson                            | US-amerikanischer Saxophonist                                                  | 90    |                               |
| 9. März  | Alberto Bucci                            | italienischer Basketballtrainer und -funktionär                                | 70    |                               |
| 9. März  | Pierre Chevalier                         | französischer Filmproduzent                                                    | 73    |                               |
| 9. März  | Bernard Binlin Dadié                     | ivorischer Schriftsteller                                                      | 103   |                               |
| 9. März  | Wladimir Etusch                          | russischer Schauspieler                                                        | 96    |                               |
| 9. März  | Harry Howell                             | kanadischer Eishockeyspieler                                                   | 86    |                               |
| 9. März  | Benedikt Huber                           | Schweizer Architekt                                                            | 90    |                               |
| 9. März  | Helmut Keppler                           | deutscher Künstler                                                             | 94    |                               |
| 9. März  | Friedrich Lippmann                       | deutscher Musikwissenschaftler und Herausgeber                                 | 86    |                               |
| 9. März  | Horst Sattler                            | deutscher Feuerwehrfunktionär                                                  | 85    |                               |
| 9. März  | Reinhard Schau                           | deutscher Opernregisseur, Operndirektor und Hochschullehrer                    | 83    |                               |
| 9. März  | Rolf Sohre                               | deutscher Kameramann                                                           | 90    |                               |
| 9. März  | Elizabeth T. Spira                       | österreichische Fernsehjournalistin                                            | 76    |                               |
| 9. März  | Franz Tessensohn                         | deutscher Geowissenschaftler                                                   | 79    |                               |
| 8. März  | Wolfgang Arand                           | deutscher Straßenbauingenieur                                                  | 90    |                               |
| 8. März  | Kelly Catlin                             | US-amerikanische Radrennfahrerin                                               | 23    |                               |
| 8. März  | Nothando Dube                            | Königin von Eswatini                                                           | 31    |                               |
| 8. März  | Michael Gielen                           | deutsch-österreichischer Dirigent und Komponist                                | 91    |                               |
| 8. März  | Winfried Krause                          | deutscher Komiker                                                              | 79    |                               |
| 8. März  | David Martin                             | britischer Religionssoziologe                                                  | 89    |                               |
| 8. März  | George Morfogen                          | US-amerikanischer Schauspieler und Filmproduzent                               | 85    |                               |
| 8. März  | Mesrop II. Mutafyan                      | türkischer Patriarch der Armenischen Apostolischen Kirche                      | 62    |                               |
| 8. März  | George Neikrug                           | US-amerikanischer Cellist und Musikpädagoge                                    | 100   |                               |
| 8. März  | Jason Meredith Reese                     | britischer Physiker und Ingenieur                                              | 51    |                               |
| 8. März  | Gerd Rehder                              | deutscher Basketballspieler                                                    | ≈91   |                               |
| 8. März  | Gerd Starke                              | deutscher Klarinettist und Hochschullehrer                                     | 88    |                               |
| 8. März  | Cynthia Thompson                         | jamaikanische Leichtathletin                                                   | 96    |                               |
| 8. März  | Mike Watterson                           | englischer Snookerspieler und Sportpromoter, -manager und -kommentator         | 76    |                               |
| 7. März  | Kurt Alder                               | Schweizer Physiker                                                             | 91    |                               |
| 7. März  | Joseph H. Boardman                       | US-amerikanischer Staatsbediensteter und Eisenbahnmanager                      | 70    |                               |
| 7. März  | Pino Caruso                              | italienischer Schauspieler und Regisseur                                       | 84    |                               |
| 7. März  | Marius Cottier                           | Schweizer Politiker                                                            | 81    |                               |
| 7. März  | William J. Creber                        | US-amerikanischer Szenenbildner                                                | 87    |                               |
| 7. März  | Alessandro Dimai                         | italienischer Amateurastronom                                                  | 56    |                               |
| 7. März  | Gernot Feifel                            | deutscher Chirurg                                                              | 83    |                               |
| 7. März  | Béla Halász                              | ungarischer Anatom und Endokrinologe                                           | 91    |                               |
| 7. März  | Ralph Hall                               | US-amerikanischer Politiker                                                    | 95    |                               |
| 7. März  | Gerda Knura                              | deutsche Sprachheilpädagogin                                                   | 95    |                               |
| 7. März  | Siegfried Konieczny                      | deutscher Politiker                                                            | 59    |                               |
| 7. März  | Dick Nichols                             | US-amerikanischer Politiker                                                    | 92    |                               |
| 7. März  | Carmine Persico                          | US-amerikanischer Mafioso                                                      | 85    |                               |
| 7. März  | Horst Peters                             | deutscher Sprecher, Rezitator und Schauspieler                                 | 72    |                               |
| 7. März  | Don Ray                                  | deutsch-französischer Musiker und Musikproduzent                               | 76    |                               |
| 7. März  | Egon Renner                              | deutscher Altamerikanist                                                       | 94    |                               |
| 7. März  | Sidney Sheinberg                         | US-amerikanischer Filmproduzent                                                | 84    |                               |
| 7. März  | Lilit Teryan                             | iranische Bildhauerin                                                          | 88    |                               |
| 7. März  | Anne Troelstra                           | niederländischer Mathematiker                                                  | 79    |                               |
| 7. März  | Dieter Welzel                            | deutscher Maler und Kunstpädagoge                                              | 90    |                               |
| 6. März  | Maria Adler-Krafft                       | deutsche Malerin und Grafikerin                                                | 94    |                               |
| 6. März  | Christian Badou                          | französischer Badmintonspieler                                                 | 76    |                               |
| 6. März  | James Dapogny                            | US-amerikanischer Jazz-Pianist, Bandleader und Musikwissenschaftler            | 78    |                               |
| 6. März  | Magenta Devine                           | britische Fernsehmoderatorin und Journalistin                                  | 61    |                               |
| 6. März  | Guillaume Faye                           | französischer Journalist und Autor                                             | 69    |                               |
| 6. März  | Crister Garrett                          | US-amerikanischer Amerikanist                                                  | 56    |                               |
| 6. März  | Robert J. Genco                          | US-amerikanischer Zahnmediziner und Mikrobiologe                               | 80    |                               |
| 6. März  | John Stapylton Habgood                   | britischer Erzbischof                                                          | 91    |                               |
| 6. März  | Ludger Hallermann                        | deutscher Geodät                                                               | 82    |                               |
| 6. März  | Dieter Läpple                            | deutscher Künstler                                                             | 80    |                               |
| 6. März  | Donald M. Lionetti                       | US-amerikanischer General                                                      | 79    |                               |
| 6. März  | Felix Mettler                            | Schweizer Schriftsteller                                                       | 73    |                               |
| 6. März  | Charlie Panigoniak                       | kanadischer Inuit-Musiker                                                      | 72    |                               |
| 6. März  | Daniel Rudisha                           | kenianischer Leichtathlet                                                      | 73    |                               |
| 6. März  | Christine Schirmer                       | österreichische Politikerin                                                    | 80    |                               |
| 6. März  | Carolee Schneemann                       | US-amerikanische Künstlerin                                                    | 79    |                               |
| 6. März  | Gerry Stickells                          | US-amerikanischer Konzertmanager                                               | 76    |                               |
| 6. März  | Walther Umstätter                        | deutscher Bibliotheks- und Informationswissenschaftler                         | 77    |                               |
| 5. März  | Annie Brazil                             | philippinische Jazzsängerin                                                    | 85    |                               |
| 5. März  | Dieter Behring                           | Schweizer Financier und Betrüger                                               | 63    |                               |
| 5. März  | Christian Conrad                         | deutscher Sounddesigner und Komponist                                          | 47    |                               |
| 5. März  | Denis Edwards                            | australischer Theologe                                                         | 75    |                               |
| 5. März  | Ernst Exner                              | österreichischer Musikwissenschaftler und Rundfunkjournalist                   | 84    |                               |
| 5. März  | Bernard Krisher                          | US-amerikanischer Journalist                                                   | 87    |                               |
| 5. März  | Reinhard Lieberei                        | deutscher Botaniker                                                            | 70    |                               |
| 5. März  | Jacques Loussier                         | französischer Pianist und Arrangeur                                            | 84    |                               |
| 5. März  | Andrzej Mateja                           | polnischer Skilangläufer                                                       | 83    |                               |
| 5. März  | Magdalena Padberg                        | deutsche Publizistin                                                           | 92    |                               |
| 5. März  | Heinz Palm                               | deutscher Jurist                                                               | 88    |                               |
| 5. März  | Günter Sarge                             | deutscher Jurist und Generalmajor                                              | 88    |                               |
| 5. März  | Barbara Simon                            | deutsche Filmeditorin                                                          | 79    |                               |
| 5. März  | Eckhard Steinhaeuser                     | deutscher Theologe                                                             | 79    |                               |
| 5. März  | Manfred Weiß                             | deutscher Bildungsforscher und Wirtschaftswissenschaftler                      | 76    |                               |
| 5. März  | Dieter Ziegler                           | deutscher Politiker                                                            | 81    |                               |
| 4. März  | Christian Alers                          | französischer Schauspieler und Theaterregisseur                                | 86    |                               |
| 4. März  | Michael Born                             | deutscher Fernsehjournalist                                                    | 60    |                               |
| 4. März  | King Kong Bundy                          | US-amerikanischer Wrestler                                                     | 61    |                               |
| 4. März  | Eric Caldow                              | schottischer Fußballspieler und -trainer                                       | 84    |                               |
| 4. März  | Vivian Cherry                            | US-amerikanische Fotografin                                                    | 98    |                               |
| 4. März  | Juan Vallejo Corona                      | mexikanisch-US-amerikanischer Serienmörder                                     | 85    |                               |
| 4. März  | Garfield Davies, Baron Davies of Coity   | britischer Gewerkschafter                                                      | 83    |                               |
| 4. März  | Torsten Eikmeier                         | deutscher Radiomoderator                                                       | 48    |                               |
| 4. März  | Keith Flint                              | britischer Musiker                                                             | 49    |                               |
| 4. März  | Hildegard Herget                         | deutsche Künstlerin und Leichtathletin                                         | 88    |                               |
| 4. März  | Konrad Hitzl                             | deutscher Archäologe                                                           | 66    |                               |
| 4. März  | Orto Ignatiussen                         | grönländischer Schauspieler                                                    | 60    |                               |
| 4. März  | Klaus Kinkel                             | deutscher Politiker                                                            | 82    |                               |
| 4. März  | Ted Lindsay                              | kanadischer Eishockeyspieler und -trainer                                      | 93    |                               |
| 4. März  | Meinolf Michels                          | deutscher Politiker                                                            | 83    |                               |
| 4. März  | Don Nice                                 | US-amerikanischer Pop-Art-Künstler                                             | 86    |                               |
| 4. März  | Luke Perry                               | US-amerikanischer Schauspieler                                                 | 52    |                               |
| 4. März  | Anthony Ríos                             | dominikanischer Sänger und Komponist                                           | 68    |                               |
| 4. März  | Jean Starobinski                         | Schweizer Arzt und Literaturwissenschaftler                                    | 98    |                               |
| 4. März  | Maja Turowskaja                          | sowjetische bzw. russische Theaterwissenschaftlerin und Filmhistorikerin       | 94    |                               |
| 4. März  | Sidney Verba                             | US-amerikanischer Politikwissenschaftler                                       | 86    |                               |
| 4. März  | Wolf Weyrich                             | deutscher Chemiker                                                             | 77    |                               |
| 4. März  | Jürgen Zarusky                           | deutscher Historiker                                                           | 60    |                               |
| 3. März  | Harry Joseph Bowman                      | US-amerikanischer Krimineller                                                  | 69    |                               |
| 3. März  | Helmut Fendel                            | deutscher Fußballspieler                                                       | 81    |                               |
| 3. März  | Bobbi Fiedler                            | US-amerikanische Politikerin                                                   | 81    |                               |
| 3. März  | Tullio Gregory                           | italienischer Philosophiehistoriker                                            | 90    |                               |
| 3. März  | Ben Hamilton-Baillie                     | britischer Stadtplaner                                                         | 63    |                               |
| 3. März  | Roland Hammermüller                      | deutscher Politiker und Parteifunktionär                                       | 91    |                               |
| 3. März  | Horst Haselsteiner                       | österreichischer Historiker                                                    | 76    |                               |
| 3. März  | Peter Hurford                            | britischer Organist und Komponist                                              | 88    |                               |
| 3. März  | Michel Jeanneret                         | Schweizer Literaturhistoriker                                                  | 78    |                               |
| 3. März  | Uta Klein                                | deutsche Soziologin und Hochschullehrerin                                      | 60    |                               |
| 3. März  | Milan Linzer                             | österreichischer Politiker                                                     | 81    |                               |
| 3. März  | Robert Maddin                            | US-amerikanischer Metallurg                                                    | 100   |                               |
| 3. März  | Felicitas Marwinski                      | deutsche Bibliothekarin                                                        | 81    |                               |
| 3. März  | Aziz Maouhoub                            | marokkanischer Schauspieler                                                    | 80    |                               |
| 3. März  | Werner Schoppe                           | deutscher Fußballspieler                                                       | 84    |                               |
| 2. März  | Reinhold Aman                            | deutsch-US-amerikanischer Chemieingenieur und Philologe                        | 82    |                               |
| 2. März  | Arnulf Baring                            | deutscher Politikwissenschaftler, Jurist und Publizist                         | 86    |                               |
| 2. März  | Yannis Behrakis                          | griechischer Fotograf                                                          | 58    |                               |
| 2. März  | Gerhard Commichau                        | deutscher Rechtsanwalt                                                         | 85    |                               |
| 2. März  | Armand Frémont                           | französischer Geograph                                                         | 86    |                               |
| 2. März  | Myron ‘Micky’ Golomb                     | US-amerikanischer Jazz-Saxofonist                                              | 87    |                               |
| 2. März  | David Held                               | britischer Politologe                                                          | 67    |                               |
| 2. März  | Med Hondo                                | mauretanischer Filmregisseur und Schauspieler                                  | 82    |                               |
| 2. März  | Herbert E. Horowitz                      | US-amerikanischer Diplomat                                                     | 88    |                               |
| 2. März  | János Koós                               | ungarischer Sänger und Schauspieler                                            | 81    |                               |
| 2. März  | Ehud Arye Laniado                        | israelischer Unternehmer                                                       | 65    |                               |
| 2. März  | Keith Harvey Miller                      | US-amerikanischer Politiker                                                    | 94    |                               |
| 2. März  | Ogden R. Reid                            | US-amerikanischer Politiker und Diplomat                                       | 93    |                               |
| 2. März  | Werner Schneyder                         | österreichischer Kabarettist                                                   | 82    |                               |
| 2. März  | Rafael Torija de la Fuente               | spanischer Bischof                                                             | 91    |                               |
| 1. März  | Schores Alfjorow                         | sowjetischer bzw. russischer Physiker                                          | 88    |                               |
| 1. März  | Andrew Berends                           | US-amerikanischer Kameramann                                                   | 46    |                               |
| 1. März  | Kumar Bhattacharyya, Baron Bhattacharyya | britischer Politiker und Ingenieur                                             | 78    |                               |
| 1. März  | Joseph Flummerfelt                       | US-amerikanischer Dirigent und Chorleiter                                      | 82    |                               |
| 1. März  | Dieter Fuchs                             | deutscher Unternehmer                                                          | 90    |                               |
| 1. März  | Fedon Georgitsis                         | griechischer Schauspieler und Regisseur                                        | 80    |                               |
| 1. März  | Peter van Gestel                         | niederländischer Schriftsteller                                                | 81    |                               |
| 1. März  | Pedro Gómez                              | kubanischer Komponist und Sänger                                               | 87    |                               |
| 1. März  | Günter Gruhn                             | deutscher Ingenieur                                                            | 83    |                               |
| 1. März  | Diana Beate Hellmann                     | deutsche Autorin                                                               | 61    |                               |
| 1. März  | Andreas Hilbert                          | deutscher Wirtschaftsinformatiker                                              | 52    |                               |
| 1. März  | Ludo Loos                                | belgischer Radrennfahrer                                                       | 64    |                               |
| 1. März  | Elly Mayday                              | kanadisches Model                                                              | 30    |                               |
| 1. März  | Eusebio Pedroza                          | panamaischer Boxer                                                             | 62    |                               |
| 1. März  | Kevin Roche                              | irisch-US-amerikanischer Architekt                                             | 96    |                               |
| 1. März  | Robert S. Summers                        | US-amerikanischer Rechtswissenschaftler                                        | 85    |                               |
| 1. März  | Konstantin M. Thoeren                    | deutscher Filmproduzent                                                        | 70    |                               |
| 1. März  | Rosl Zapf                                | österreichische Opernsängerin                                                  | 94    |                               |

### Datum unbekannt
| Tag                             | Name                       | Beruf, bekannt als                               | Alter | Beleg |
| ------------------------------- | -------------------------- | ------------------------------------------------ | ----- | ----- |
| 23. oder 24. März               | Albert Kwesi Ocran         | ghanaischer Militär und Politiker                | 89    |       |
| tot aufgefunden am 20. März     | Eunetta T. Boone           | US-amerikanische Fernsehautorin und -produzentin | 63    |       |
| Tod bekannt gegeben am 14. März | Johann Erhardt             | österreichischer Politiker                       | 93    |       |
| Tod bekannt gegeben am 6. März  | Elemér Spiegler            | ungarischer Holocaust-Überlebender               | 106   |       |
| Tod bekannt gegeben am 5. März  | Javier A. Maldonado-Ocampo | kolumbianischer Ichthyologe und Ökologe          | 42    |       |